# موپاندال
موپاندال (انگلیسی: Muppandal) یک دهکده کوچک در بخش کنیاکماری ایالت تامیل نادو در منتهی الیه جنوب هند است. این دهکده در ناحیه تپه‌ای واقع شده که باد دریای عرب از میان گذرگاه‌های کوه بر آن به تندی می‌وزد.

## انرژی بادی
این روستا که روزگاری دهکده‌ای بی بضاعت بود از نیروگاه بادی موپاندال که در حوالی این روستا ساخته شده، بهره می‌برد، یک منبع انرژی تجدیدپذیر که برق مورد نیاز روستائیان را برای نیاز کاری، تأمین می‌کند.